# 法越凡爾賽條約
《法越凡爾賽條約》（或《越法凡爾賽條約》）是由越南歷史上與法國簽訂的第一個不平等條約，簽訂於西元1787年11月28日。條約由法國天主教巴黎外方傳教會傳教士百多祿代表阮王阮福映（簽約時任，拒約時為越南皇帝）與法王路易十六簽訂。

## 源由經過
西元16世紀時期，大越帝國（後黎朝朝廷及割據北部的莫朝朝廷）與法蘭西王國（瓦盧瓦王朝／波旁王朝）發生聯繫。西元1777年，盤踞大越帝國南部二百餘年的半獨立政權阮王（阮主，外國稱之廣南國）直系家族為鄭主黃五福軍及西山阮岳軍聯合攻滅；阮主阮福淳之姪阮福映被推為大元帥，後於西元1780年稱阮王。西元1782年，阮福映於七岐江水戰為西山朝軍所敗退守富國島，西元1783年企圖遣使隨百多祿到法國求援而不順風未果，輾轉流亡至暹羅（泰國）；西元1784年在暹羅國王拉瑪一世遣軍支援下，於瀝涔吹蔑之戰再度為西山軍擊敗奔逃至暹羅。西元1785年，年僅5歲的阮福景（阮福映次子）隨百多祿前往法屬印度首府本地治里（今印度本地治里聯邦屬地本地治里市）求援不成；西元1786年離開法屬印度首府本地治里而於西元1787年2月抵達法都巴黎會晤法王。
同年11月28日，法阮雙方簽訂《法越凡爾賽條約》。條約訂明法國派兵援助阮福映，並割讓越南的沱㶞港（峴港）和昆侖島。但是法國並沒有實質上幫助阮福映（这也造成越法后期的争议：法国仍然提出割让；而越南由于没有得到实质援助，拒绝割让任何领土）。因此阮福映是实质靠自己灭西山平定全國。

## 條約概述
法蘭西王國：
派遣四艘軍艦、1900名士兵支援
阮王（廣南／阮主）：
割讓沱㶞（今越南峴港）、崑崙島給法國，並給予法國人貿易特權

## 後續形勢
西元1787年12月，百多祿一行乘坐Dryade號軍艦離開法國本土，前往法屬印度首府本地治里，準備借道歸國。但27日行至本地治里時，得知法國本土發生極為嚴重的財政危機，政府瀕臨破產。法屬印度總督康韋伯爵以此為由拒絕給予援助。百多祿便通過自己的關係，招募一批法國軍官並購買一些法國武器、彈藥和軍艦。
與此同時，阮主舊領支持者通知阮福映關於西山朝內訌的情勢。阮福映見機不可失，留書辭別暹羅國王拉瑪一世並率軍東進，經過一番爭戰經營，逐漸穩固其在嘉定（今越南胡志明市）地區的勢力。西元1789年7月14日，百多祿與阮福景乘坐法國軍艦Méduse號，攜帶法式鎗枝彈藥返回嘉定。隨行的還有法國海軍軍官讓-巴蒂斯特·沙依諾、戴福桑（de Forçant）、讓-馬里·達約等人。阮福映任命這些人為軍官，大規模鑄造西式兵器、軍艦，阮王實力再次壯大。根據西方史料的記載，法國Dryade號軍官奧利維耶·德·皮曼紐爾叛逃到阮王一方，為阮福映訓練步兵和炮兵，引進西方的先進步兵思想；而原為法國海軍軍官的沙依諾、達約則負責訓練海軍。至西元1790年，阮王陸軍中已有五萬名穿英式制服、行歐洲式軍禮、裝備西式先進武器並掌握西式戰爭技術的本土士兵；到了西元1792年時，阮王海軍已有二艘歐式軍艦和十五艘護衛艦。至此，阮王無論陸軍和海軍實力都已經比西山朝軍強大，擁有絕對優勢。
歷經約三年（西元1790年至西元1792年）與阮岳的归仁朝廷的反覆爭戰後，歸仁朝廷為阮光纘（阮惠後繼者）的富春朝廷南援軍併吞。再經西元1792年至西元1802年期間的接連戰爭，阮光纘的西山朝退據北河（又名外路）地區，阮福映建立阮朝後約二個月攻滅西山朝。

## 關於履約（與法關係）
百多祿試圖讓阮福映與西方國家接近並貿易，但隨著西元1799年百多祿的死而以失敗告終。法國皇帝拿破崙一世有征服越南的野心，他希望將越南作為法屬遠東殖民地以之抗衡英屬印度；但拿破崙忙於歐洲戰爭，無暇東顧，後來亦隨拿破崙被流放而不了了之。
法國波旁王朝復辟之後，法國首相阿尔芒·埃马努埃尔·德·维涅罗·迪·普莱西（第五代黎塞留公爵）派Cybele號來到沱㶞港，向越南贈送一艘配備52門炮的四級風帆戰列艦作為禮物，還轉交法國國王路易十八的國書，希望越南皇帝阮福映踐行他在《法越凡爾賽條約》中的承諾；但阮福映認為自己並沒有得到法國的實際援助，故而拒絕法國的要求，卻其國書並退回法國的贈禮。